# Мултикоптер
Мултикоптер или мултиротор е летателен апарат с повече от два винта. Предимството на мултикоптерните апарати е по-простата механика на винтовете, необходима за управление при полет. За разлика от хеликоптерите, които използват сложни винтове с променлив наклон, чиято височина варира при въртене на витлото за стабилност и контрол на полета, мултикоптерите често използват винтове с фиксирано въртене. Контролът на движение на апарата се постига чрез промяна на относителната скорост на всеки ротор, за да се променя тягата и въртящия момент, произвеждани от всеки винт.
Поради лесното им строителство и управление, мултикоптерите често се използват в проектирането на радиоуправляеми самолети и дронове, като се използват имената трикоптер, квадрокоптер, хексакоптер и октокоптер за обозначаване на 3-, 4-, 6- и 8-винтови мултикоптери.
За да се осигури по-голяма мощност и стабилност при ниското тегло, могат да се използват коаксиални винтове, при които всяко рамо има два мотора, работещи в противоположни посоки (единият е обърнат нагоре, другият надолу).
Възможно е и добавянето на хоризонтални витла. Тези типове мултикоптери, които имат само 4 вертикални витла, се наричат квадроплани.